# Radio Ga Ga
 (juin 2019).
Singles de Queen
Staying Power
(1982) I Want to Break Free
(1984)
Radio Ga Ga est une chanson du groupe de rock britannique Queen, sortie en single en 1984. Il s'agit du premier extrait de l'album The Works. Écrite par Roger Taylor, la chanson est un tube dans le monde entier ; elle n'a cependant atteint que la 2e place dans les classements anglais, derrière Relax du groupe Frankie Goes to Hollywood. Elle a reçu un disque d'argent par la BPI. Le succès est plus modeste en France (43e au hit-parade et 80 000 exemplaires vendus).
La face B du single, I Go Crazy, ne se trouve pas sur l'album The Works. Hormis le single, on ne peut trouver cette chanson que sur la réédition américaine de l'album publiée par Hollywood Records et sortie en 1991.

## Autour de la chanson
Roger Taylor a écrit Radio Ga Ga comme une critique des stations de radio de l'époque, qui devenaient trop commerciales et ne diffusaient plus que les mêmes chansons encore et encore. Un autre phénomène qui aurait inspiré Taylor à l'époque viendrait de la chaine américaine MTV : il remarque que de plus en plus d'enfants regardent cette chaîne plutôt que d'écouter la radio. MTV diffusera pourtant le clip de la chanson en boucle en 1984.
Le titre originel de la chanson était Radio Caca, « caca » étant le terme français que fredonnait le fils de Roger Taylor, Félix, alors âgé de trois ans. Le mot soulignait la piètre qualité des programmes radio et leur caractère répétitif. À la demande de la maison de disque, le titre devint cependant Radio Ga Ga, qui sonnait beaucoup mieux[non neutre]. En outre, le premier titre contenait un mot signifiant à peu de chose près la même chose qu'en français dans plusieurs langues européennes.
Le vers « through wars of worlds/invaded by Mars » (« à travers les guerres des mondes / envahis par Mars ») fait référence à Orson Welles et à son célèbre feuilleton radiophonique La Guerre des mondes (1938).

## Création
Roger Taylor commence à écrire la chanson en 1983, à Los Angeles. Il s'enferme dans une pièce avec un synthétiseur Roland Jupiter-8 et une boîte à rythmes Linn LM-1. Il pense alors que cette chanson conviendra à son second album solo, Strange Frontier. Cependant, lorsque les autres membres de Queen entendent la chanson, John Deacon compose une ligne de basse et Freddie Mercury réarrange la chanson, pensant qu'elle pourrait devenir un gros succès. Roger Taylor part ensuite prendre des vacances au ski, laissant les autres membres et surtout Freddie Mercury terminer les paroles, la musique et les arrangements de la chanson. Les sessions d'enregistrements commencent alors aux Record Plant Studios. Le groupe est alors aidé par le claviériste Fred Mandel (qui travailla plus tard avec Supertramp et Elton John), celui-ci se chargeant notamment de la programmation des synthétiseurs.

## Clip
Le clip de la chanson, réalisé par David Mallet et tourné le 23 novembre 1983 dans les studios de Shepperton à Londres. Il est l'un des plus chers jamais produits par Queen dont le coût à l'époque dépassait les 110 000 livres sterling (environ 1 300 000 francs valeur 1984, 300 000 euros aujourd'hui). La vidéo rend hommage au film Metropolis de Fritz Lang sorti en 1927, dont plusieurs extraits sont intégrés au clip.
En 1984, Giorgio Moroder produisit une version remontée et recolorisée du film, qu'il mit également en musique. Il collabore alors avec Freddie Mercury sur une chanson, Love Kills, qui est également intégrée au film remonté. En échange, Queen peut utiliser des images de Metropolis pour le clip de Radio Ga Ga, en payant cependant les droits d'utilisation nécessaires au gouvernement allemand.
Les autres segments du clip montrent les membres de Queen dans un décor basé sur ceux du film, accompagnés d'ouvriers qui sont recrutés parmi les membres du fan club en un temps record. Le tournage se déroule en une journée, sous des lumières très chaudes, ce qui n'empêche pas les fans d'être en forme. Le fameux clap des mains, que maintenant tous les fans connaissent, est d'ailleurs inventé durant le tournage. Il sera ensuite repris par les spectateurs lors des l'interprétation en concerts de la chanson. On peut voir dans le clip des extraits sous forme d'album photos dont les pages se tournent d'anciens clips de Queen, notamment ceux de Bohemian Rhapsody, Don't Stop Me Now, Crazy Little Thing Called Love, Tie Your Mother Down, etc.
Trois versions du clip existent, les deux premières étant presque identiques. La version originale d'abord, qui est diffusée à la télévision en 1984 et qu'on peut trouver sur la VHS The Works EP (devenue un collector), alors que la version qu'on peut trouver sur la VHS Greatest Flix II, qui est strictement identique, contient les mots « Thanks to Metropolis » à la fin du clip. La troisième version, qu'on peut trouver sur le DVD Greatest Video Hits 2, est assez déroutante pour les fans les plus extrêmes. En effet, tout comme les autres clips remastérisés pour ce DVD (et le précédent), la vidéo de Radio Ga Ga a été recadrée de son format original 4/3 vers un 16/9. Le problème est que le clip contenait déjà des images en 16/9. Ainsi, les scènes en 4/3 (notamment les scènes de refrain avec les claps) ne sont pas recadrées et présentent des bandes noires sur les côtés.

## En concerts
Durant le Live Aid de 1985, Queen a chanté une version raccourcie de la chanson. Elle est ensuite devenue extrêmement populaire durant les concerts, notamment à cause du claquement de mains que les spectateurs reprirent du clip. C'est d'ailleurs grâce à cette chanson que Queen vola la vedette aux autres artistes durant le concert, et ce alors que Freddie était atteint d'une laryngite.
Paul Young a également interprété la chanson durant le Freddie Mercury Tribute en 1992. Pour le jubilé d'or d'Élisabeth II en 2002, Radio Ga Ga ouvrit le concert : la chanson fut chantée par Roger Taylor, accompagné de Phil Collins à la batterie. La chanson fait également partie des concerts tenus en 2005–2006 par Queen + Paul Rodgers où elle est chantée en duo par Roger Taylor et Paul Rodgers.
La chanson figure sur l'album Live Around the World (2020) de Queen + Adam Lambert.

## Classements et certifications
| Classements (1984)                     | Meilleure position |
| -------------------------------------- | ------------------ |
| Afrique du Sud (Springbok Radio)       | 4                  |
| Allemagne (Media Control AG)           | 2                  |
| Australie (Kent Music Report)          | 2                  |
| Autriche (Ö3 Austria Top 40)           | 2                  |
| Belgique (Flandre Ultratop 50 Singles) | 1                  |
| Belgique (Flandre VRT Top 30)          | 1                  |
| Canada (50 Singles)                    | 11                 |
| Canada (CHUM)                          | 3                  |
| Espagne (AFYVE)                        | 6                  |
| États-Unis (Billboard Hot 100)         | 16                 |
| États-Unis (Cash Box)                  | 14                 |
| Europe (Eurochart Hot 100)             | 1                  |
| Finlande (Suomen virallinen lista)     | 1                  |
| France (IFOP)                          | 43                 |
| Irlande (IRMA)                         | 1                  |
| Italie (Musica e dischi)               | 2                  |
| Norvège (VG-lista)                     | 2                  |
| Nouvelle-Zélande (RMNZ)                | 4                  |
| Pays-Bas (Nederlandse Top 40)          | 1                  |
| Pays-Bas (Single Top 100)              | 2                  |
| Pologne (Classements Singles)          | 1                  |
| Portugal (GPPFV)                       | 1                  |
| Québec (BANQ)                          | 10                 |
| Royaume-Uni (UK Singles Chart)         | 2                  |
| Suède (Sverigetopplistan)              | 1                  |
| Suisse (Schweizer Hitparade)           | 3                  |

| Classements (2018-19)               | Meilleure position |
| ----------------------------------- | ------------------ |
| Canada (Hot Canadian Digital Songs) | 25                 |
| Japon (Hot 100)                     | 38                 |
| États-Unis (Hot Rock Songs)         | 17                 |
| France (SNEP)                       | 36                 |

| Classement (1984)              | Position |
| ------------------------------ | -------- |
| Australie (Kent Music Report)  | 32       |
| Autriche (Ö3 Austria Top 40)   | 22       |
| Belgique (Flandre Ultratop 50) | 34       |
| Canada (Top 100 Singles)       | 78       |
| États-Unis (Cash Box)          | 100      |
| Italie (FIMI)                  | 12       |
| Pays-Bas (Nederlandse Top 40)  | 32       |
| Pays-Bas (Single Top 100)      | 23       |
| Pologne (Classements Singles)  | 24       |
| Suisse (Schweizer Hitparade)   | 25       |

| Pays              | Ventes      | Certifications |
| ----------------- | ----------- | -------------- |
| États-Unis (RIAA) | 1 000 000 + | Platine ·      |
| Italie (FIMI)     | 25 000 +    | Or             |
| Royaume-Uni (BPI) | 250 000 +   | Argent         |

## Postérité

### Reprises
- Une version très modifiée sert d'introduction à la comédie musicale We Will Rock You.
- Le groupe américain Electric Six produit une reprise de la chanson sur leur second album Señor Smoke. Le clip montre le chanteur, Dick Valentine, en fantôme de Freddie Mercury et dansant sur sa tombe, puis entouré de caniches. Brian May dit avoir apprécié cet hommage[50], alors que Roger Taylor, auteur de la chanson, ne fut pas impressionné et déclara « attendre les royalties ».
- En 2020, la chanson a été reprise par les acteurs Ross Lynch, Jaz Sinclair, Lachlan Watson et Jonathan Whitesell dans un épisode de la seconde saison de la série télévisée Les Nouvelles Aventures de Sabrina.

### Dans la culture populaire
- En 2013, Radio Ga Ga est utilisée pour la bande annonce d'un des trois protagonistes du jeu vidéo Grand Theft Auto V développé par Rockstar Games, Michael. De plus elle peut être audible sur la station Los Santos Rock Radio.
- La chanson est présente dans le film britannique T2 Trainspotting, sorti en 2017.
- La chanson est à l’origine du pseudonyme de Lady Gaga[51],[52],[53].
- Le titre bonus de l'album Smash de Jackson and His Computer Band s'appelle Radio Caca.